# Cratere Korolev (Luna)
Korolev è un grande cratere lunare di 423,41 km situato nella parte sud-orientale della faccia nascosta della Luna.
Il cratere è dedicato allo scienziato sovietico Sergej Pavlovič Korolëv.

## Crateri correlati
Alcuni crateri minori situati in prossimità di Korolev sono convenzionalmente identificati, sulle mappe lunari, attraverso una lettera associata al nome.
| Korolev | Coordinate            | Diametro (in km) |
| ------- | --------------------- | ---------------- |
| B       | 3°39′36″S 156°17′24″W | 21,44            |
| C       | 0°43′48″S 153°13′12″W | 66,47            |
| D       | 0°28′48″S 151°45′00″W | 24,35            |
| E       | 3°25′48″S 153°22′48″W | 36,84            |
| F       | 4°15′00″S 152°44′24″W | 29,71            |
| G       | 5°40′12″S 153°27′36″W | 11,89            |
| L       | 5°44′24″S 156°48′36″W | 30,63            |
| M       | 8°30′00″S 157°22′12″W | 56,75            |
| P       | 7°55′48″S 159°56′24″W | 17,8             |
| T       | 4°08′24″S 157°50′24″W | 22,12            |
| V       | 1°12′36″S 162°03′36″W | 19,08            |
| W       | 0°10′48″S 160°31′48″W | 31,43            |
| X       | 0°33′36″N 159°26′24″W | 27,08            |
| Y       | 0°31′12″S 158°27′00″W | 19,01            |
| Z       | 1°09′00″N 159°28′48″W | 17,7             |